# Joseph Amihere Essuah
Joseph Amihere Essuah (* 21. August 1908 in Beyin Apolonia, Goldküste; † 6. Oktober 1980) war ein ghanaischer römisch-katholischer Geistlicher und Bischof von Sekondi-Takoradi.

## Leben
Joseph Amihere Essuah empfing am 13. Dezember 1942 das Sakrament der Priesterweihe für das Apostolische Vikariat Goldküste.
Am 24. Februar 1962 ernannte ihn Papst Johannes XXIII. zum Bischof von Kumasi. Der Erzbischof von Cape Coast, John Kodwo Amissah, spendete ihm am 17. Juni desselben Jahres in der Kathedralbasilika St. Peter in Kumasi die Bischofsweihe; Mitkonsekratoren waren der Bischof von Accra, Joseph Oliver Bowers SVD, und der Apostolische Präfekt von Parakou, André van den Bronk SMA. Amihere Essuah nahm an allen vier Sitzungsperioden des Zweiten Vatikanischen Konzils teil.
Papst Paul VI. bestellte ihn am 20. November 1969 zum ersten Bischof von Sekondi-Takoradi. Am 15. März 1970 erfolgte die Amtseinführung.